# Rudolf Leiding
Rudolf Leiding (Busch, 4 settembre 1914 – Baunatal, 3 settembre 2003) è stato un dirigente d'azienda e imprenditore tedesco, è stato dirigente nonché presidente di Volkswagen succedendo a Kurt Lotz dal 1971 al 1975.

## Biografia

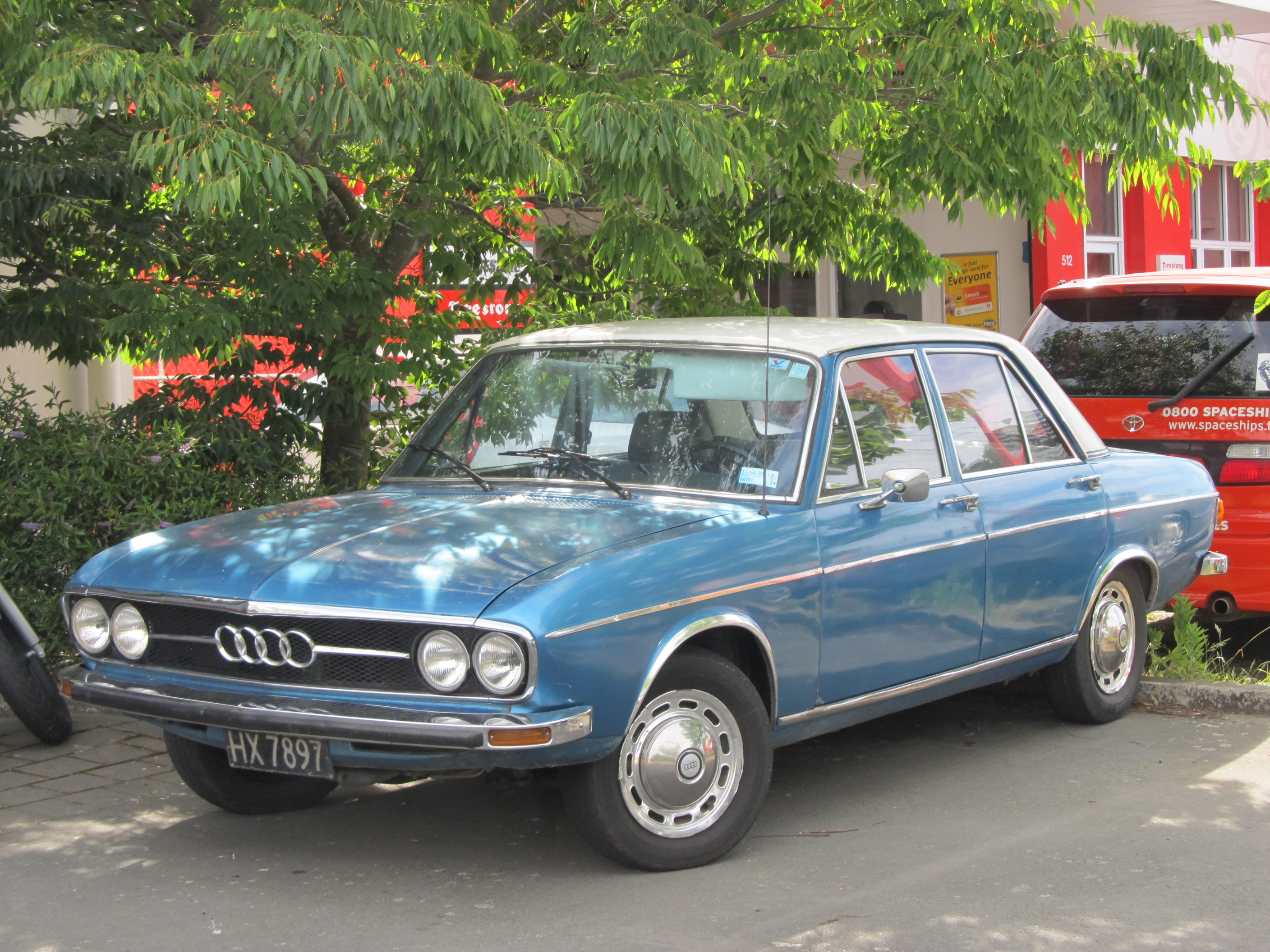
Audi 100

Iniziò la sua carriera in Volkswagen a Wolfsburg nel 1945, dove era responsabile delle riparazione dei veicoli dell'esercito. Il professor Nordhoff lo incaricò quindi di allestire la prima catena di montaggio a Wolfsburg del dopoguerra. L'ingegnosità di Leiding in questo compito lo portò alla promozione e venne inviato negli Stati Uniti per organizzare lì la prima rete di vendita Volkswagen. Tra il 1958 e il 1965 fu direttore degli stabilimenti VW di Kassel. Successivamente, venne trasferito alla Auto Union di Ingolstadt, divenne presidente del consiglio di amministrazione, presiedendo e patrocinando lo sviluppo dell'Audi 100.
La Volkswagen sotto Nordoff acquisì l'Auto Union/Audi, Leiding fu nominato  direttore generale dello stabilimento di Ingolstadt. 
Nel luglio 1968 Leiding lasciò Ingolstadt per assumere la presidenza della Volkswagen brasiliana.
In seguito venne messo a capo della filiale VW con sede a San Paolo, dove supervisionò lo sviluppo della Volkswagen SP2 nel 1972. Un anno dopo fece ritorno in Germania per assumere la posizione di CEO di VW.
Nel 1973 l'industria automobilistica europea si trovava sull'orlo di una crisi economica e la Volkswagen si trovava anch'essa in crisi, con un calo delle vendite, una riduzione dei profitti e degli ti costi di sviluppo. 

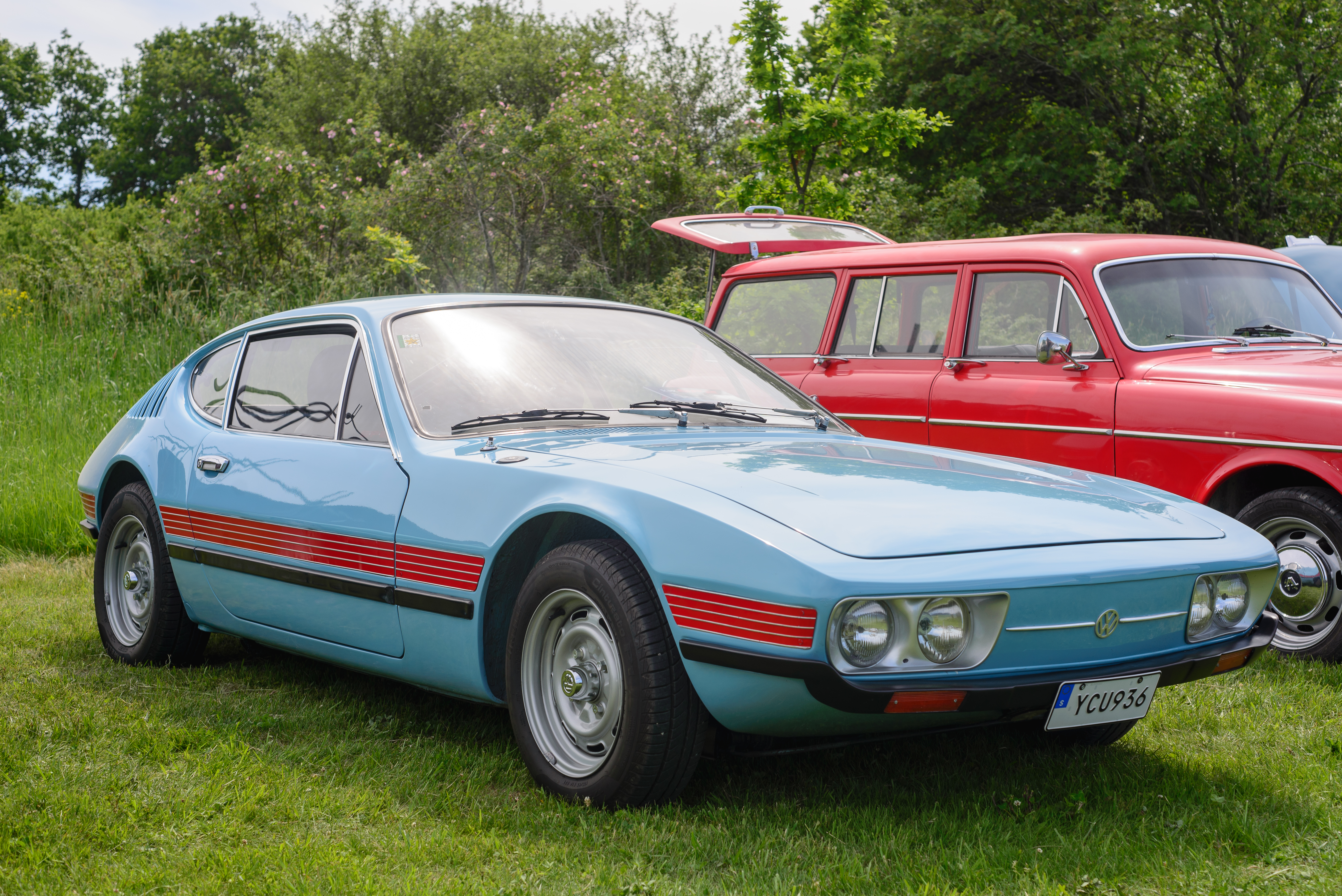
Volkswagen SP2

All'inizio dell'estate del 1973, Leiding presentò alla stampa un piano per il risanamento della Volkswagen.
Due anni dopo, con le vendite del Maggiolino che continuava a calare e a perdere quote di mercato, si registrò la perdita record della Volkswagen nel 1974 con 800 milioni di marchi tedeschi. Tuttavia, nel 1974 sotto la sua supervisione e il suo patrocinio venne lanciata la Golf.
Sotto la sua guida, fu completata e messa in vendita Volkswagen Golf in Europa nel giugno 1974, venendo introdotta in Nord America come Volkswagen Rabbit sette mesi dopo. 
Rudolf Leiding lasciò l'azienda all'inizio del 1975 e fu sostituito da Toni Schmücker.
Morì il 3 settembre 2003.